# Conquista Tang del kanato turco occidental

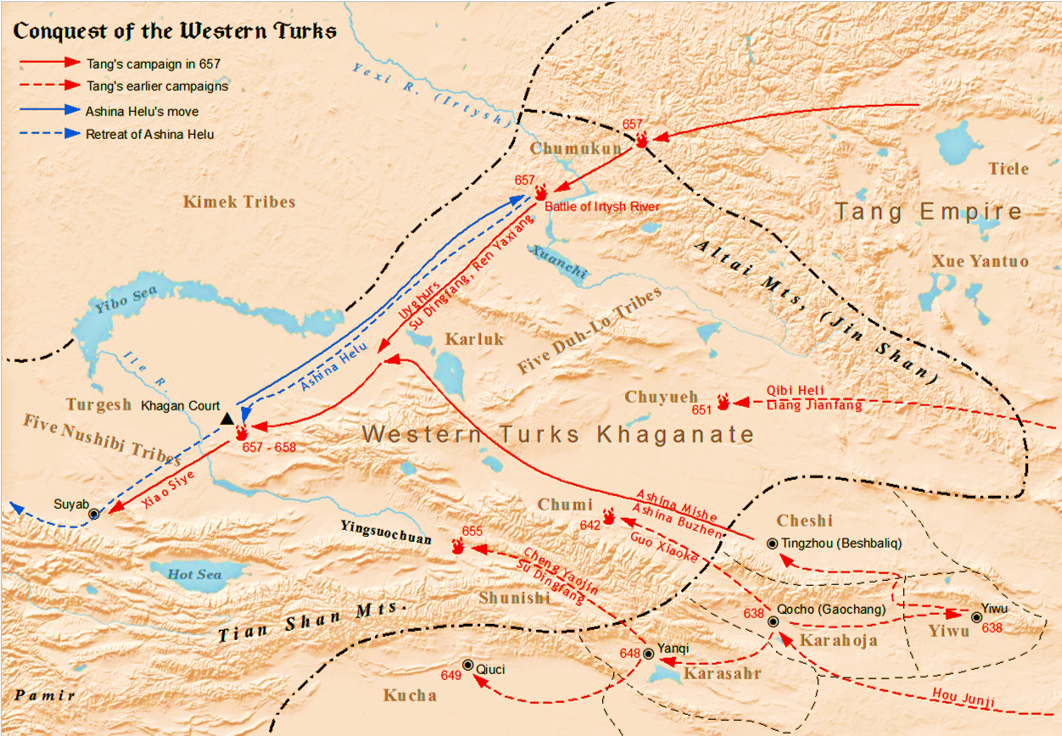

La conquista del kanato turco occidental —los tujue occidentales de las fuentes chinas— fue la consecuencia de la campaña militar de 657 del general Tang Su Dingfang contra el kanato turco occidental de Ashina Helu. La guerra china contra los turcos occidentales empezó en 640 con la anexión del estado de Gaochang, situado en un oasis del Tarim y aliado de aquellos. Muchos de los estados de los oasis habían sido antaño vasallos de la dinastía Tang, pero se habían sometido a los turcos occidentales por temor a las ambiciones de la dinastía china. La expansión Tang en Asia Central continuó con la conquista de Karasahr en 644 y la de Kucha en 648. Su Dingfang mandó el principal ejército enviado contra los turcos occidentales, y los generales turcos Ashina Mishe y Ashina Buzhen, otros menores. A los ejércitos Tang se sumó la caballería aportada por los uigures, tribu aliada de la dinastía desde que esta colaborase con la rebelión uigur contra los xueyantuo. Su Dingfang venció a Helu en la batalla del río Irtish.
La victoria reforzó el dominio Tang de las Regiones Occidentales, en el moderno Xinjiang, y permitió la anexión de las tierras del kanato al imperio. Los Tang nombraron grandes kanes títeres en la región, además de guarniciones militares que debían facilitar la administración de las nuevas conquistas. La China Tang alcanzó su máxima extensión merced a la anexión de estas tierras, que lindaban con las provincias orientales del Califato omeya. Rebeliones turcas posteriores eliminaron la autoridad china allende el Pamir, en los modernos Afganistán y Tayikistán, pero la dinastía siguió dominando militarmente Zungaria y la cuenca del Tarim. El conflicto facilitó la extensión de ciertas culturas por Asia central: tanto la turca como la de la dinastía Tang. Muchos de los generales y soldados de los Tang destinados en la región eran de cultura turca, y su establecimiento socavó la hegemonía de las lenguas indoeuropeas en la zona. Los turcos, tibetanos y la dinastía Tang se disputaron el control del Asia Central durante los siglos siguientes.

## Antecedentes

### Relaciones entre la dinastía Tang y los kanatos turcos del norte

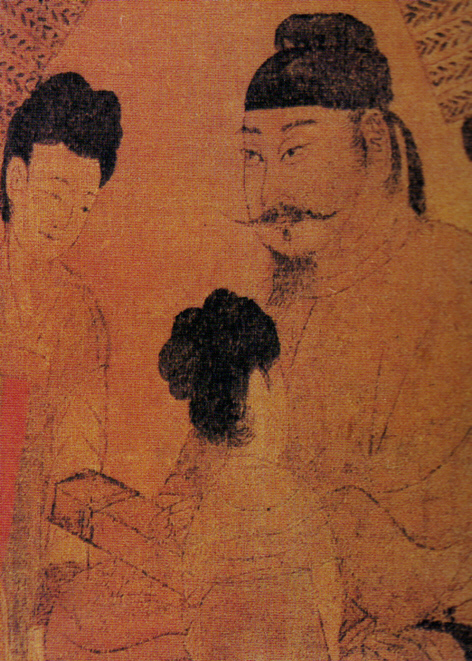
Las campañas del emperador Taizong contra los estados de los oasis del Tarim permitieron someterlos a la autoridad Tang.

Mapa de las campañas de Taizong contra los estados de los oasis del Tarim, aliados a los turcos occidentales.

El imperio de la dinastía Tang (618-907), que sucedió a la Sui, era una potencia cosmopolita. Las incursiones de los nómadas kitán y turcos minaban su poder y los Tang se enfrentaron a ellos mediante una mezcla de estrategias: fomento de sus divisiones internas, guerras subsidiarias, pago de tributos para evitar ataques y matrimonios.
Los Tang y los turcos occidentales se hallaban en guerra ya desde la fundación de la dinastía china. El emperador Gaozu, el primero de la dinastía, había coadyuvado en el asesinado de un gran kan turco el 2 de noviembre del 619. Su sucesor, Taizong, se coligó con los turcos occidentales contra los orientales para no tener que enfrentarse a los dos a un tiempo; forjó una alianza con el enemigo más lejano para combatir al más cercano a las fronteras chinas.
La expansión hacia el oeste de los Tang comenzó con las guerras contra los turcos orientales, a quienes los chinos llamaban tujue orientales. Las discordias intestinas en el kanato turco oriental le permitieron a Taizong apoderarse de su territorio en el 629, que conservó durante cincuenta años. Los chinos expulsaron a los nómadas de la región del Ordos y de la Mongolia meridional y las tribus vencidas proclamaron gran kan al emperador y se sometieron a la autoridad de los Tang.

### Batallas en la cuenca del Tarim
Muchos de los estados establecidos en los oasis del Tarim dejaron de reconocer la autoridad de la dinastía Tang y se sometieron a la del gran kan de los turcos occidentales. Sin embargo, los oasis Kasgar y Jotán se rindieron a los chinos en el 632 y el de Yarkand, en el 635. Los Tang prosiguieron las campañas militares de sometimiento más al oeste, contra el resto de reinos del Tarim, en el sur del moderno Xinjiang, a principios del 640. El rey de Gaochang rechazó someterse a la autoridad de los Tang, por lo que el emperador Taizong envió al general Hou Junji contra él en el 638. El ejército Tang se anexó el reino en el 640. Los turcos occidentales habían enviado a su vez un ejército en socorro del rey aliado, pero se retiró ante la llegada del enemigo.
El reino vecino de Karasahr temía a la guarnición china establecida en Gaochang, se negó a pagar tributo al emperador y formó una alianza con los turcos occidentales. Guoxiao Ke se apoderó del reino en la campaña del 644 y colocó en su trono a un partidario de los Tang; los turcos occidentales enviaron ayuda militar a Karasahr, pero no pudieron evitar las acciones de los Tang. Sí que participaron en el derrocamiento posterior del títere dejado en la ciudad por los chinos, que originó una nueva campaña china para recuperar el lugar, que mandó esta vez el general turco Ashina she'er, miembro de la familia real turca de los Ashina, en 648.
El general reconquistó Karasahr y a continuación se dirigió hacia el reino de Kucha, que tenía un ejército de cincuenta mil soldados, pero que fue vencido por las huestes chinas. El rey de Kucha huyó con sus soldados al reino de Aksu. Fue apresado tras cuarenta días de asedio cuando sus soldados se rindieron a los chinos el 19 de enero de 649. Los Tang establecieron guarniciones en los oasis para administrar los territorios conquistados, que se conocen como las «cuatro guarniciones», pues se apostaron en Kucha, Kasgar, Jotán y Karasahr.

## Campaña

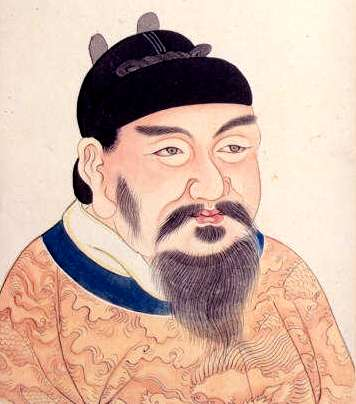
Un retrato de emperador Tang Gaozong. Ordenó la campaña de Su Dingfang contra el gran kan de los turcos occidentales Ashina Helu.

El gran kan Ishbara (Ashina Helu), miembro de la familia real Ashina, había sido general al servicio del emperador Taizong, al mando de las tropas chinas en Gansu. Se rebeló contra la dinastía y emigró hacia el oeste, donde se proclamó gran kan con el nombre de Shabulou, señor del kanato turco occidental, en el que logró reunir a todas las tribus turcas de la zona, hasta entonces divididas.
Emprendió incursiones contra los asentamientos Tang el este del nuevo gran kanato. También atacó las poblaciones del Tarim y sometió la zona durante seis años. El emperador Gaozong, sucesor de Taizong, reaccionó enviando un ejército a las órdenes de Su Dingfang, y otro a las de Ashina Mishe y Ashina Buzhen, turcos occidentales émulos de Ashina Helu.
Su Dingfang era un oficial del sur de Hebei que anteriormente había dirigido el ataque contra el campamento militar del gran kan Illig de los turcos orientales. También había mandado una milicia regional durante la guerra civil que se libró durante la transición de los Sui a los Tang. Contaba con experiencia militar en Asia Central, y conocía la cultura de las estepas, con cuyos jefes militares había tenido relación. Fue uno de los nueve jefes militares de diversas culturas a los que el emperador Gaozong invitó a un acto militar en 655. El general turco Ashina Zhong, primo segundo de Ashina Ella'er, fue otro de los que asistieron.
Su Dingfang mandaba soldados Tang y diez mil jinetes uigures. Estos los aportó Porun, hijo del jefe uigur Tumidu Eltabar al que había entronizado Taizong. Los uigures eran aliados de la China Tang, que los había ayudado a rebelarse contra los xueyantuo, una tribu del pueblo tiele. Porun se unió a Su Dingfang en calidad de segundo al mando de la caballería uigur durante la campaña contra los turcos occidentales. Los que la mandaban eran el protector general de Yanran y el viceprotector general, que administraban el protectorado de Yanran, próximo a la guarnición Tang de Xishouxiang.

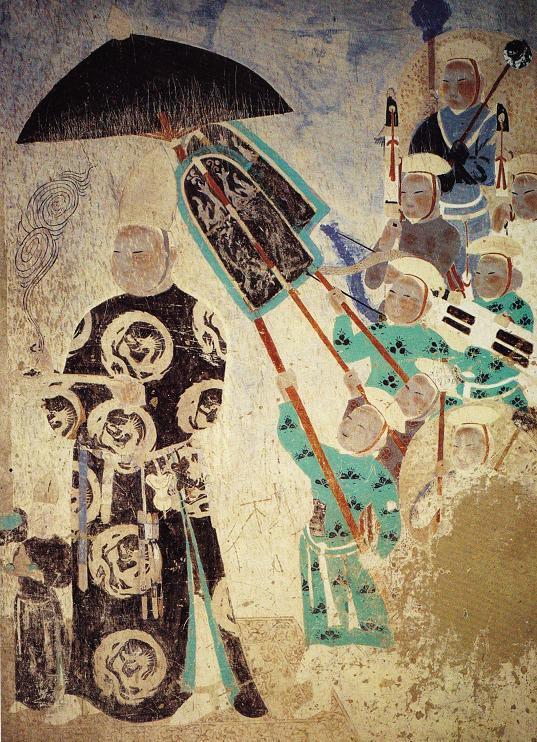
Fresco de las cuevas de Mogao de Dunhuang en las que aparece representado un rey uigur.

El ejército de Su partió del Ordos, en la Mongolia Interior, hacia la cordillera del Altái por las estepas. Sus tropas emprendieron el viaje en marzo y alcanzaron Kirguistán en noviembre, tras recorrer más de cuatro mil kilómetros de estepas y desierto. Su evitó los estados de los oasis pese a ser los mejores lugares de abastecimiento y se cree que alimentó al ejército merced al ganado en vez de llevar consigo un tren de suministros, adoptando así el sistema típico  de los nómadas de la estepa. La campaña continuíó durante el invierno, cuando las estepas se cubren de nieve. Su Dingfang esperaba que los rigores de la estación hiciesen pensar al enemigo que el ejército de los Tang no se aventuraría a emprender una campaña entonces y que esto le permitiría sorprenderlo.
Los jefes militares Tang conocían el sistema político de los imperios nómadas. Las alianzas nómadas se forjaban mediante la distribución del botín obtenido en las incursiones de saqueo y debido a la protección de la propiedad tribal, y se debilitaban si los jefes resultaban incapaces de mantener sus promesas. Los chinos sabían que las tribus desafectas podían cambiar fácilmente de bando y lo aprovechaban. Así, Su Dingfang se atrajo algunas tribus, hasta entonces vasallas de los turcos occidentales, que aportaron más soldados. La Chumukun se ofreció a colaborar tras ser vencida por Su, y la Nishu también lo hizo cuando los Tang le devolvieron a los niños y mujeres que había apresado Helu, devolución que vino acompañada además de ciertos regalos.
La batalla entre los dos bandos se libró a orillas del río Irtish, cerca de las montañas Altái. Helu contaba con cien mil jinetes, pero cayó en una celada de Su, que lo atrajo a ella fingiendo una retirada. La emboscada sorprendió a Helu, que fue vencido y perdió la mayoría de sus soldados. Las tribus turcas fieles a Helu se rindieron y este huyó a Taskent, en el moderno Uzbekistán, cuyos habitantes lo entregaron luego a los Tang. El vencido gran kan fue transportado a la capital Tang para ser ajusticiado, aunque solicitó que se le permitiese visitar la tumba del anterior emperador para rogar que se le perdonase la vida.
Gaozong le concedió lo que pedía, a pesar de que la ley disponía la ejecución de los generales y reyes que se rebelaban contra el emperador. Según los ritos confucianos, Helu fue trasladado a la tumba de Taizong, donde Gaozong le perdonó la vida, y luego al Templo Ancestral de la capital, donde se celebraron antiguos rituales relativos a las victorias militares. Sin embargo, Helu se sintió humillado por Taizong y se suicidó un año después, todavía en cautividad. Fue enterrado en un túmulo decorado con una estela junto al parque del emperador. La tumba servía además como trofeo militar, visible para los visitantes que acudían al parque imperial, que simbolizaba la lealtad del gran kan al emperador y las victorias militares de la dinastía sobre los turcos occidentales.

## Consecuencias

La conquista de los territorios de los turcos occidentales hizo alcanzar al imperio de los Tang su extensión máxima.

La conquista fortaleció el dominio Tang sobre el moderno Xinjiang, administrado mediante el protectorado de Anxi, y extendió la autoridad de la dinastía sobre los territorios hasta entonces señoreados por los turcos occidentales. La derrota del kanato dio a los Tang la posesión de la cordillera del Altái; las tres tribus carlucas de la zona quedaron encuadradas en nuevas prefecturas administradas por jefes tribales, nombrados jefes militares regionales por los Tang. Otra prefectura, la de Jinman, se creó para las tribus chuyue del sur de la Zungaria. También el valle del Amu Daria, la cuenca del Tarim y los territorios allende la Cordillera del Pamir, que habían reconocido la autoridad turca occidental, pasaron a control de los Tang.
Su prosiguió su carrera militar y mandó luego el ejército Tang que se enfrentó a Baekje en el 660. El imperio de la dinastía Tang alcanzó su extensión máxima tras la conquista del gran kanato turco, si bien los habitantes de los nuevos territorios conquistados no se sinizaron como los de muchos de los otros reinos y tribus sometidos por los Tang. De hecho, la actividad militar Tang en Asia Central facilitó una migración de nómadas turcos que servían a la dinastía en calidad de soldados y generales, que extendió la lengua y cultura turcas por la región. El anterior predominio de las lenguas indoeuropeas fue menguando. Asia Central también recibió influencias culturales de la China Tang. El arte centroasiático incorporó estilos y técnicas Tang, como el vidriado sancai de tres colores empleado en la cerámica. Las monedas chinas siguieron en circulación en Xinjiang incluso tras la decadencia de los Tang. También se conservan restos de la influencia cultura Tang como los budistas de Dunhuang, en la frontera entre las Regiones Occidentales y el Corredor del Hexi.
Sin embargo, tan vastos territorios fueron difíciles de controlar para las guarniciones Tang, por lo que el emperador Gaozong decidió nombrar dos grandes kanes, títeres de la corte, para gobernar a los turcos occidentales, que luego fueron derrocados por una rebelión que estalló en el 662. El levantamiento redujo el territorio dominado por los Tang a Beshbalik, Zungaria, en Xinjiang septentrional, y acabó con el control directo de la dinastía en Asia Central allende la cordillera del Pamir, en los modernos Afganistán y Tayikistán. La expansión hacia el norte del Imperio tibetano amenazó el control chino del sur de Xinjiang. Tíbet invadió la cuenca del Tarim en el 670, pero los Tang la recuperaron en el 693 y Kasgar en 728, restaurando el protectorado de Anxi y las «cuatro guarniciones». El conflicto entre Tíbet y los Tang continuó hasta el fin de la dinastía.
La expansión Tang hizo de China vecina del pujante Califato omeya. Este había vencido al Imperio sasánida en el 651 y se había extendido por el Asia Central, donde competía con la influencia de los Tang. Los ejércitos de los dos imperios se enfrentaron finalmente en las batallas de Aksu (717) y Talas (751). Los chinos vencieron en la primera, pero perdieron en la segunda, cuando el califato lo regían ya los abasíes; el ejército árabe capturó a artesanos chinos que conocían la técnica de producción del papel lo que, según una crónica árabe del conflicto, permitió extender el uso del papel en el mundo islámico.

## Grandes kanes títere de los Tang

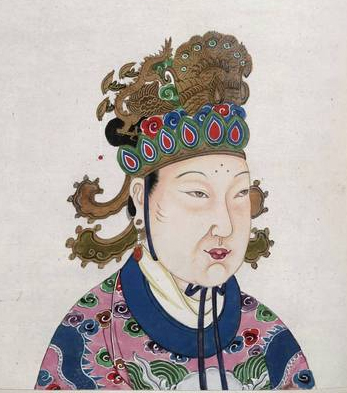
Retrato de la emperatriz Wu Zetian, que despachó a Yuanqing y Cosroes a sustituir a sus padres como señores de los turcos occidentales, siempre sometidos a la autoridad Tang.

El emperador Tang Gaozong colocó en el trono a dos grandes kanes títeres, los primos Ashina Buzhen y Ashina Mishe, que le permitieron dominar indirectamente la región. Buzhen y Mishe eran enemigos de Helu que habían colaborado en la campaña de Su Dingfang contra él. Gaozong dividió las diez tribus de la zona entre los dos primos: Buzhen recibió el gobierno de las occidentales y Mishe, el de las orientales.
El hijo de Buzhen, Cosroes (Jusrau), y el de Mishe, Yuanqing, residían en Chang'an, la capital de los Tang, mientras sus padres administraban los antiguos territorios del gran kanato turco en calidad de grandes kanes. La emperatriz Wu Zetian los envió al oeste en 685 para que sucediesen a sus padres en sus respectivos territorios, siempre bajo la autoridad china. Sin embargo, ninguno de los grandes kanes sometidos a China logró imponer su autoridad en el territorio que se le había asignado. Las tribus turcas se resistieron a someterse a Yuanqing, lo vencieron y lo obligaron a regresar a Chang'an. Cosroes sí que pudo imponerse temporalmente a las tribus occidentales, pero luego el segundo kanato túrquico lo batió en 690 y también hubo de huir de la región con sus leales. Los intentos chinos posteriores por volver a colocar grandes kanes en la región fracasaron, por lo que el título pasó a ser un mero empleo palaciego en la corte Tang.